# BMX-Rennsport-Weltmeisterschaften 2025
Die BMX-Rennsport-Weltmeisterschaften 2025 fanden vom 28. Juli bis 3. August in Kopenhagen statt. Schauplatz war die BMX-Anlage des Københavns BMX klub auf Amager; es waren nach 2011 die zweiten Welttitelkämpfe an dieser Stätte.

## Programm
Vom 28. bis 31. Juli fand die so genannte BMX Racing World Challenge statt mit Wettbewerben in den Leistungsklassen Challenge und Masters. Die eigentlichen Weltmeisterschaften in der Leistungsklasse Championship wurden am 2. und 3. August für Frauen und Männer in den Kategorien Elite, Unter 23 und Junioren ausgetragen.
- Samstag, 2. August: 1. Runde, Hoffnungslauf, Achtelfinale
- Sonntag, 3. August: Viertelfinale, Halbfinale, Endläufe

An den Wettkämpfen in der Championship-Klasse waren 264 Athleten aus 34 Mitgliedsverbänden beteiligt.

## Challenge und Masters
Die Gewinner der Challenge-Altersgruppen erhielten eine Siegerehrung ohne Medaillen und Podium. Dies, sowie der Titel eines Weltmeisters, blieb den Masters vorbehalten. 
| Klasse         | Gold           | Silber        | Bronze        |
| -------------- | -------------- | ------------- | ------------- |
| Männer Masters | Corey Frieswyk | Roman Sablin  | Nicholas Long |
| Frauen Masters | Lieke Klaus    | Esther Renaut | Toni James    |

## Championship

### Frauen Elite
33 Fahrerinnen beteiligten sich an den Wettkämpfen. Beth Shriever gewann mit deutlichem Abstand und wurde zum dritten Mal nach 2021 und 2023 Weltmeisterin. Die Olympiasiegerin des Vorjahrs, Saya Sakakibara, wurde Zweite, dahinter kam Judy Baauw auf die dritte WM-Medaille ihrer Karriere.
| Platz | Name            | Zeit (s) |
| ----- | --------------- | -------- |
| 1     | Beth Shriever   | 35,614   |
| 2     | Saya Sakakibara | + 1,130  |
| 3     | Judy Baauw      | + 1,609  |
| 4     | Zoé Claessens   | + 2,254  |
| 5     | Teya Rufus      | + 2,607  |
| 6     | Lauren Reynolds | + 3,119  |
| 7     | Laura Smulders  | + 3,753  |
| 8     | Axelle Étienne  | DNF      |

### Männer Elite
Die Elite-Wettkämpfe der Männer wurden von 59 Fahrern bestritten. Frankreich war mit fünf Fahrern im Finale vertreten, darunter den Ex-Weltmeistern Joris Daudet und Sylvain André sowie Europameister Mathis Ragot-Richard. Die Medaillen holten zwei andere französische Fahrer, der neue Weltmeister Arthur Pilard sowie Eddy Clerté; dazwischen platzierte sich mit Izaac Kennedy der australische Weltcupsieger von 2024.
| Platz | Name                 | Zeit (s) |
| ----- | -------------------- | -------- |
| 1     | Arthur Pilard        | 32,500   |
| 2     | Izaac Kennedy        | + 0,485  |
| 3     | Eddy Clerté          | + 0,608  |
| 4     | Joris Daudet         | + 0,801  |
| 5     | Mathis Ragot-Richard | + 0,809  |
| 6     | Magnus Dyhre         | + 1,185  |
| 7     | Michel Schotman      | + 1,238  |
| 8     | Sylvain André        | + 32,836 |

### Frauen U23
In der U23-Kategorie der Frauen gab es 33 Teilnehmerinnen.
| Platz | Name                 | Zeit (s) |
| ----- | -------------------- | -------- |
| 1     | Michelle Wissing     | 37,378   |
| 2     | Renske van Santvoort | + 0,620  |
| 3     | Marie Favrel         | + 1,258  |
| 4     | Doménica Mora        | + 1,707  |
| 5     | Francesca Cingolani  | + 2,246  |
| 6     | Laura Mougey         | + 2,456  |
| 7     | Sabina Košárková     | + 3,193  |
| 8     | Alina Beck           | + 3,799  |

### Männer U23
Am Start waren 55 Fahrer.
| Platz | Name                | Zeit (s) |
| ----- | ------------------- | -------- |
| 1     | Alexis Pieczanowsky | 32,867   |
| 2     | Joshua Jolly        | + 0,674  |
| 3     | Jason Noordam       | + 0,755  |
| 4     | Jesse Asmus         | + 1,017  |
| 5     | Marcus Leth         | + 1,372  |
| 6     | Matteo Faure        | + 2,468  |
| 7     | Casper Pipers       | + 4,015  |
| 8     | Jack Greenough      | + 46,441 |

### Juniorinnen
26 Fahrerinnen bestritten die Titelkämpfe der Juniorinnen.
| Platz | Name             | Zeit (s) |
| ----- | ---------------- | -------- |
| 1     | Lily Greenough   | 38,130   |
| 2     | Elsa Rendall     | + 0,271  |
| 3     | Alexis Alden     | + 1,340  |
| 4     | Derin Merten     | + 3,682  |
| 5     | Lola de Oliveira | + 18,461 |
| 6     | Charlotte Guy    | + 44,200 |
| 7     | Freia Challis    | DNF      |
| 8     | Nicole Foronda   | DNF      |

### Junioren
Es gingen 58 Fahrer an den Start.
| Platz | Name               | Zeit (s)   |
| ----- | ------------------ | ---------- |
| 1     | Evan Oliveira      | 34,015     |
| 2     | Clément Rocherieux | + 0,390    |
| 3     | Lucas Zhou         | + 1,582    |
| 4     | Nick Hofer         | + 1,798    |
| 5     | Jimmy Criddle      | + 2,836    |
| 6     | Rodrigo Morales    | + 18,512   |
| 7     | Rasmus Simonsen    | + 57,615   |
| 8     | Mark Lüthi         | + 1:24,747 |

## Medaillenspiegel
| Platz  | Land               | Gold | Silber | Bronze | Gesamt |
| ------ | ------------------ | ---- | ------ | ------ | ------ |
| 1      | Frankreich         | 3    | 2      | 2      | 7      |
| 2      | Niederlande        | 2    | 1      | 2      | 5      |
| 3      | Australien         | 1    | 3      | 0      | 4      |
| 4      | Großbritannien     | 1    | 1      | 0      | 2      |
| 5      | Neuseeland         | 1    | 0      | 1      | 2      |
| 6      | Deutschland        | 0    | 1      | 0      | 1      |
| 7      | Vereinigte Staaten | 0    | 0      | 2      | 2      |
| 8      | Kanada             | 0    | 0      | 1      | 1      |
| Gesamt | Gesamt             | 8    | 8      | 8      | 24     |